# نصب لدلو
نُصب لودلو هو نصب تذكاري من الجرانيت التذكارية قام به النحات هيو سوليفان أقامه عمال مناجم الولايات المتحدة الأمريكية (UMWA) في موقع مستعمرة خيمة لدلو بالقرب من لدلو، كولورادو في عام 1918 لتكريم ضحايا مذبحة لدلو. ويقع على شارع كاونتي 44، على بعد 1.5 كيلومتر (0.93 ميل) غرب الطريق السريع 25 (الولايات المتحدة 85، 87 و 160)، في شارع كاونتي 615.

## التاريخ
تم إنشاء هذا النصب التذكاري من قبل شركة جونز بروذرز من باري، فيرمونت باستخدام الجرانيت المحلي بتكليف من سام فالتسو، رئيس عمال المناجم المتحدون في ترينيداد، كولورادو. شركة سبرينغفيلد للجرانيت كمقاول.
تضرر النصب التذكاري من قبل أشخاص مجهولين في عام 2003 حيث تم تقطيع رؤوس وأذرع تماثيل النصب. وتم الكشف عن النصب التذكاري الذي تم إصلاحه في حفل لدلو السنوي في UMWA في 5 يونيو 2005. تم إجراء إصلاحات على النصب التذكاري من قبل غريسوولد وأسوشياتيد باستخدام الحجر من المحجر الأصلي. وقد قام مارسيل ميتشلر بنحت الرؤوس والذراعين الجدد.

## المعالم القريبة
يقع نصب كارثة منجم فيكتور أمريكان هاستينغز على مسافة ميل واحد إلى ميلين إلى الغرب من نصب لدلو التذكاري.

## صور من النصب المستعاد

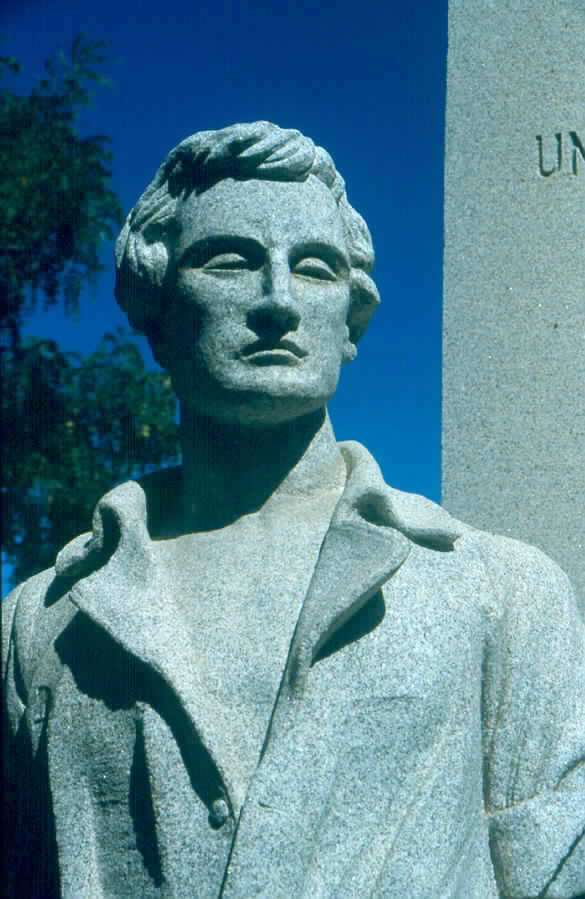
إصلاح النصب التذكاري لودلو الذي يظهر فيه عودة الرأس والوجه إصلاح "الندوب"
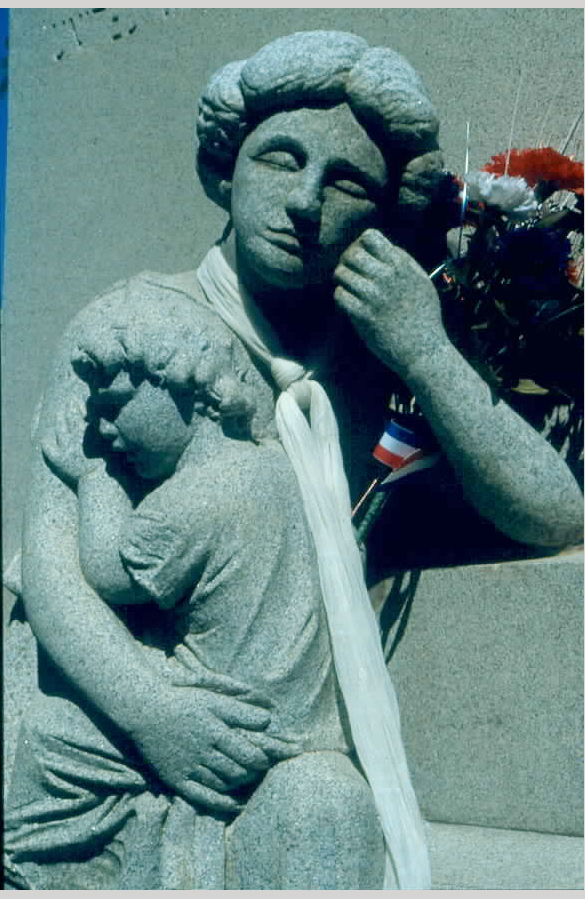
إصلاح نصب لودلو يظهر يغطي ندبة
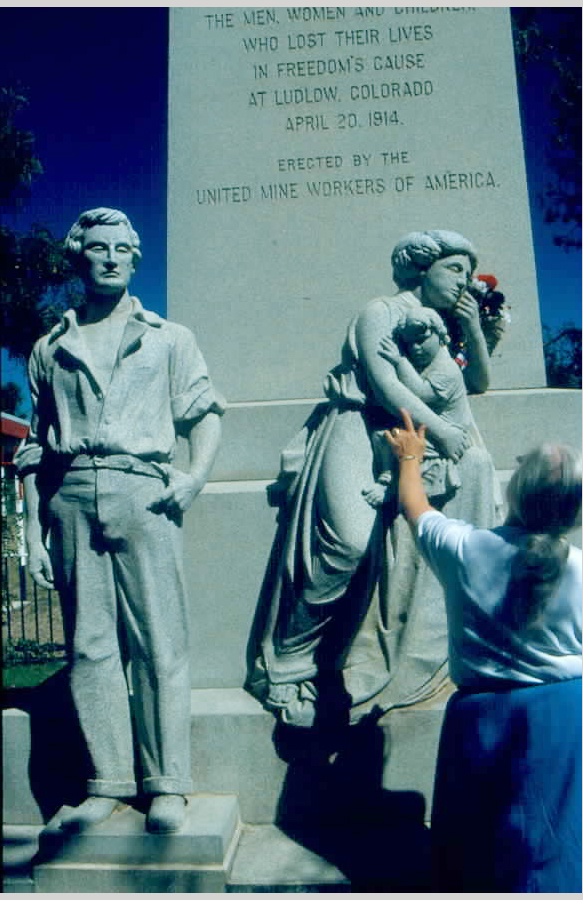
إصلاح نُصب لدلو والزائر
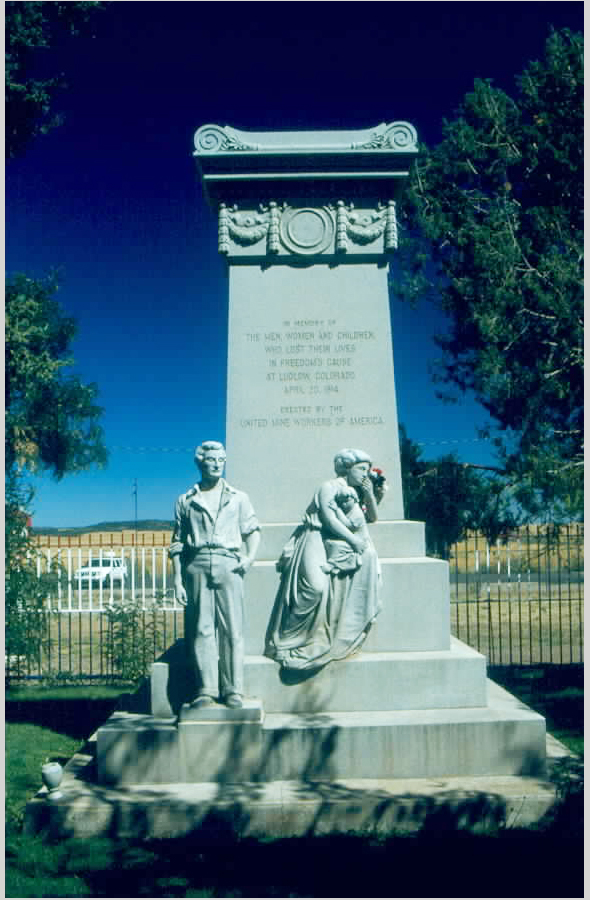
إصلاح نصب لدلو بعد الترميم

## وصلات خارجية
- Rebel Graphics - A Memorial Desecrated, A Massacre Remembered, contains photographs of the damaged statues and the unveiling of the repaired Monument on June 5, 2005.